# Fundulopanchax mirabilis
Fundulopanchax mirabilis és una espècie de peix d'aigua dolça de la família dels aploquèilids i de l'ordre dels ciprinodontiformes. Va ser descrit pel naturalista austríac Alfred Radda el 1972.
Els adults poden assolir fins a 7 cm de longitud total. Es troba en petits rius i barrancs de la selva tropical d'Àfrica a Camerun. És difícil de mantenir en aquari. Els mascles fresen amb nombroses femelles.